# Saint-Clair-de-Halouze
Saint-Clair-de-Halouze és un municipi francès situat al departament de l'Orne i a la regió de Normandia. L'any 2007 tenia 865 habitants.

## Demografia

### Població
El 2007 la població de fet de Saint-Clair-de-Halouze era de 865 persones. Hi havia 352 famílies de les quals 96 eren unipersonals (44 homes vivint sols i 52 dones vivint soles), 112 parelles sense fills, 120 parelles amb fills i 24 famílies monoparentals amb fills.
La població ha evolucionat segons el següent gràfic:
Habitants censats

### Habitatges
El 2007 hi havia 410 habitatges, 359 eren l'habitatge principal de la família, 21 eren segones residències i 30 estaven desocupats. 408 eren cases i 1 era un apartament. Dels 359 habitatges principals, 290 estaven ocupats pels seus propietaris, 60 estaven llogats i ocupats pels llogaters i 9 estaven cedits a títol gratuït; 13 tenien dues cambres, 68 en tenien tres, 132 en tenien quatre i 146 en tenien cinc o més. 279 habitatges disposaven pel capbaix d'una plaça de pàrquing. A 166 habitatges hi havia un automòbil i a 158 n'hi havia dos o més.

### Piràmide de població
La piràmide de població per edats i sexe el 2009 era:
| Homes | Edats   | Dones |
| ----- | ------- | ----- |
| 0     | 95 o +  | 0     |
| 0     | 90 a 94 | 8     |
| 4     | 85 a 89 | 8     |
| 12    | 80 a 84 | 8     |
| 4     | 75 a 79 | 12    |
| 28    | 70 a 74 | 32    |
| 12    | 65 a 69 | 44    |
| 16    | 60 a 64 | 4     |
| 16    | 55 a 59 | 20    |
| 20    | 50 a 54 | 12    |
| 40    | 45 a 49 | 32    |
| 36    | 40 a 44 | 32    |
| 28    | 35 a 39 | 28    |
| 48    | 30 a 34 | 24    |
| 20    | 25 a 29 | 32    |
| 28    | 20 a 24 | 24    |
| 28    | 15 a 19 | 24    |
| 28    | 10 a 14 | 40    |
| 24    | 5 a 9   | 20    |
| 12    | 0 a 4   | 24    |

## Economia
El 2007 la població en edat de treballar era de 529 persones, 416 eren actives i 113 eren inactives. De les 416 persones actives 385 estaven ocupades (211 homes i 174 dones) i 31 estaven aturades (14 homes i 17 dones). De les 113 persones inactives 37 estaven jubilades, 35 estaven estudiant i 41 estaven classificades com a «altres inactius».

### Ingressos
El 2009 a Saint-Clair-de-Halouze hi havia 359 unitats fiscals que integraven 861,5 persones, la mediana anual d'ingressos fiscals per persona era de 16.614 €.

### Activitats econòmiques
Dels 17 establiments que hi havia el 2007, 1 era d'una empresa alimentària, 1 d'una empresa de fabricació de material elèctric, 1 d'una empresa de fabricació d'altres productes industrials, 3 d'empreses de construcció, 5 d'empreses de comerç i reparació d'automòbils, 1 d'una empresa d'informació i comunicació, 1 d'una empresa de serveis, 1 d'una entitat de l'administració pública i 3 d'empreses classificades com a «altres activitats de serveis».
Dels 5 establiments de servei als particulars que hi havia el 2009, 1 era un taller de reparació d'automòbils i de material agrícola, 1 guixaire pintor, 1 fusteria, 1 electricista i 1 perruqueria.
Dels 2 establiments comercials que hi havia el 2009, 1 era una botiga de més de 120 m² i 1 una botiga de menys de 120 m².
L'any 2000 a Saint-Clair-de-Halouze hi havia 14 explotacions agrícoles que ocupaven un total de 258 hectàrees.

## Equipaments sanitaris i escolars
El 2009 hi havia 1 escola maternal i 1 escola elemental integrada dins d'un grup escolar amb les comunes properes formant una escola dispersa.

## Poblacions més properes
El següent diagrama mostra les poblacions més properes.